# Cadena braga
Cadena braga é uma telenovela estadunidense exibida em 1991 pela Telemundo. Foi protagonizada por Carmen Carrasco e Carlos Vives.

## Elenco
- Carmen Carrasco .... Julia
- Carlos Vives .... José Antonio
- Mara Croatto
- Carlota Carretero
- Adriana Cataño
- Xavier Coronel
- Richard Douglas
- Bernadita García Estmester
- Karla Hatton
- Robert Marrero
- Ricardo Montalbán
- Víctor Pujols
- Héctor Álvarez .... Alberto